# Managua
Managua [maˈnaːɡu̯a, span. maˈnaɣu̯a] ist die Hauptstadt des mittelamerikanischen Staates Nicaragua und Verwaltungssitz des gleichnamigen Departamentos.
Managua in nahuati bedeutet „dort, wo es eine große Wasseroberfläche gibt“ und bezieht sich auf die großen Seen und Lagunen der Hauptstadt, die sich etwa 20 Kilometer am Südufer des Lago Xolotlan (Managuasee) entlangziehen. Die Stadt hat mehr als eine Million Einwohner (Stand 2012), im Ballungsraum leben sogar 2,1 Millionen Einwohner, hauptsächlich spanischsprachige Kreolen und Weiße. Sie ist damit die größte Stadt Nicaraguas und die zweitgrößte Stadt in Zentralamerika nach Guatemala-Stadt. Das Stadtgebiet ist mehrfach von Erdbeben zerstört worden. Das schwerste zerstörte 1972 über 90 Prozent der Bausubstanz.
Das Archiv der nationalen Alphabetisierungskampagne von Managua wurde 2007 in die Liste des Weltdokumentenerbes der UNESCO aufgenommen.

## Geografie

### Lage
Managua liegt am südwestlichen Ende des Managuasees, der auch als Xolotlán-See bezeichnet wird. Da die Abwässer der Stadt seit 1927 direkt und ungeklärt in den See geleitet werden, ist dieser biologisch so gut wie tot. Der Bau einer Kläranlage, deren Bau Deutschland mit 25 Millionen Euro unterstützt hat, wurde 2004 begonnen. 2009 wurde die neue Kläranlage, die größte in Mittelamerika, eingeweiht. Mittlerweile ist die Wasserqualität wieder besser. Sauber ist der See dennoch nicht: Noch immer türmen sich Müllberge am Ufer, die das Wasser mit Schwermetallen belasten.
Das Stadtgebiet von Managua liegt auf einer Höhe von 55 m, die benachbarten Sierras von Managua auf einer Höhe von 970 m. Innerhalb der Stadtgrenze liegen vier kleine Lagunen: Die zentrale ist die Tiscapa-Lagune, in der auch ein Naturreservoir liegt. Die Asososca-Lagune im Westen ist das wichtigste Trinkwasserreservoir der Stadt. Südlich davon befindet sich die Nejapa-Lagune und ganz im Nordwesten der Stadt die Acahualinca-Lagune.

### Geologie
Das Erdbeben von 23. Dezember 1972 hatte eine Stärke von 5,6 bis 6,2.

### Klima
In Managua herrscht, wie im überwiegenden Teil des westlichen Nicaraguas, außer den Sierras, ein tropisches Klima. Die durchschnittliche Jahrestemperatur in Managua beträgt 27,3 °C. Die Temperaturen liegen relativ konstant zwischen 28 und 32 °C. Der durchschnittliche Jahresniederschlag liegt bei 1142 Millimetern. Die meisten Niederschläge fallen im Juni und im Oktober mit durchschnittlich 296 bzw. 243 Millimeter, der geringste von Dezember bis April mit durchschnittlich unter zehn Millimeter.
|                       | Jan | Feb | Mär | Apr | Mai | Jun | Jul | Aug | Sep | Okt | Nov | Dez |   |      |
| Mittl. Tagesmax. (°C) | 31  | 32  | 34  | 34  | 34  | 31  | 31  | 31  | 31  | 31  | 31  | 31  | ⌀ | 31,8 |
| Mittl. Tagesmin. (°C) | 20  | 21  | 22  | 23  | 23  | 23  | 22  | 22  | 22  | 22  | 21  | 20  | ⌀ | 21,8 |
|                       |     |     |     |     |     |     |     |     |     |     |     |     |   |      |
| Niederschlag (mm)     | 5   | 1   | 5   | 5   | 76  | 296 | 134 | 130 | 182 | 243 | 59  | 9   | Σ | 1145 |
|                       |     |     |     |     |     |     |     |     |     |     |     |     |   |      |
| Sonnenstunden (h/d)   | 7   | 8   | 8   | 7   | 6   | 4   | 5   | 6   | 6   | 6   | 7   | 6   | ⌀ | 6,3  |
|                       |     |     |     |     |     |     |     |     |     |     |     |     |   |      |
| Regentage (d)         | 3   | 1   | 1   | 1   | 6   | 21  | 20  | 17  | 20  | 19  | 10  | 2   | Σ | 121  |
|                       |     |     |     |     |     |     |     |     |     |     |     |     |   |      |
| Luftfeuchtigkeit (%)  | 69  | 64  | 62  | 61  | 70  | 80  | 79  | 81  | 82  | 83  | 78  | 73  | ⌀ | 73,6 |

| 20 |

| 21 |

| 22 |

| 23 |

| 23 |

| 23 |

| 22 |

| 22 |

| 22 |

| 22 |

| 21 |

| 20 |

| 20 |

| 21 |

| 22 |

| 23 |

| 23 |

| 23 |

| 22 |

| 22 |

| 22 |

| 22 |

| 21 |

| 20 |

## Bevölkerungsentwicklung
Bevölkerungsentwicklung der Stadt seit dem Zensus von 1971.
| Jahr           | Einwohnerzahl |
| -------------- | ------------- |
| Zensus 1971    | 384.904       |
| Zensus 1995    | 864.201       |
| Zensus 2005    | 908.892       |
| Schätzung 2016 | 1.033.622     |

## Geschichte

### Präkolumbische Geschichte
Erste Fußspuren von Paläo-Indianern datieren auf die Zeit um 6000 v. Chr. Sie wurden bereits 1872 in der Nähe der Strände des Managuasees gefunden. Andere archäologische Spuren fanden sich in Form von Keramikresten und aus Vulkangestein gefertigten Statuen auf der Zapatera-Insel. Auch die Petroglyphen der Ometepe-Insel datieren in die präkolumbische Zeit.

### Seit dem 16. Jahrhundert

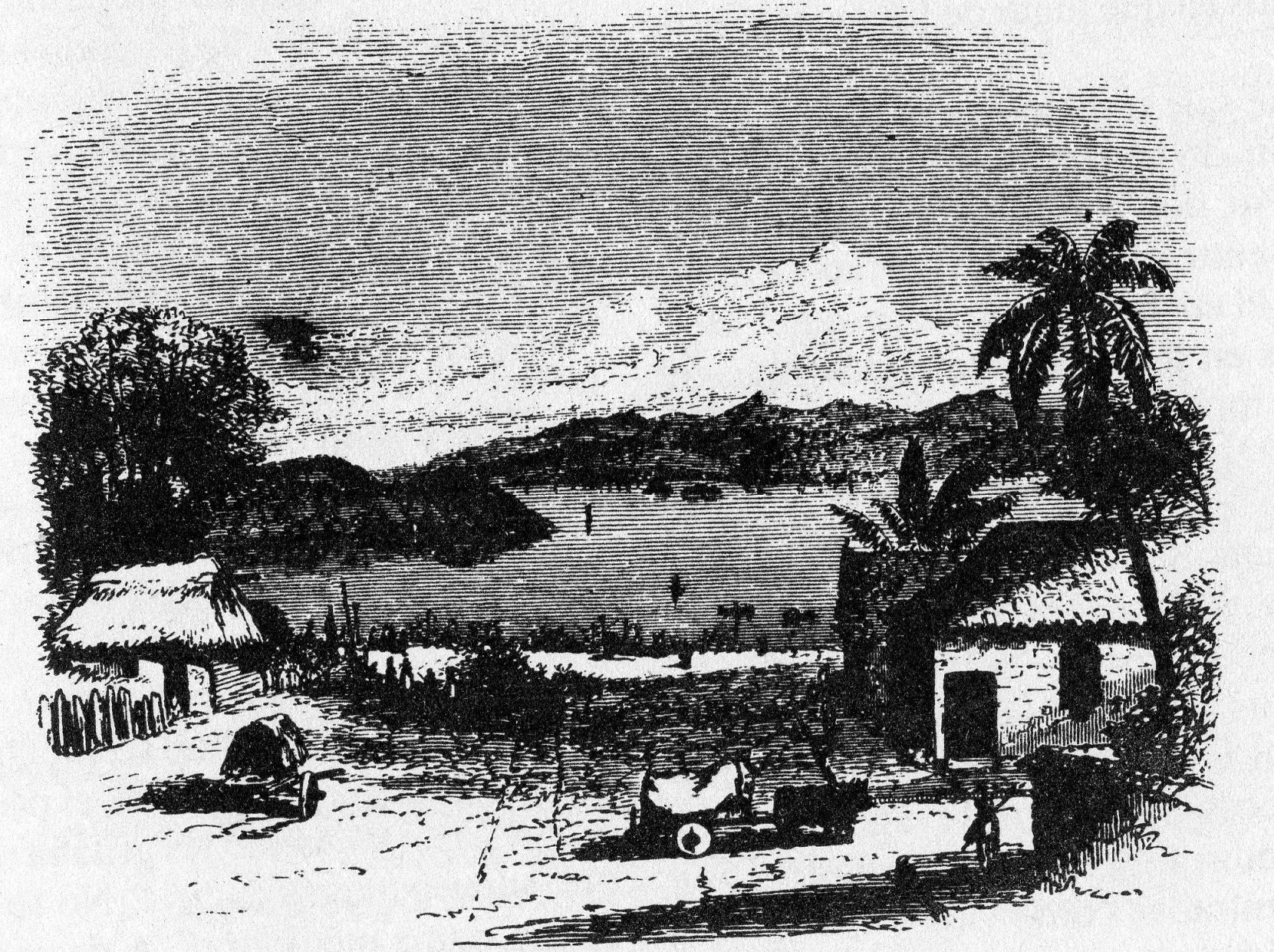
Managua 1849 – Blick vom Strand auf den Managuasee; Skizze von Ephraim George Squier

Die Stadt wurde im 16. Jahrhundert gegründet und ist seit 1858 Hauptstadt des Landes. Da sie mehrfach zu weiten Teilen von Erdbeben zerstört wurde, ähnelt die Stadt von oben einem riesigen Dorf. So wurde sie beispielsweise 1931 zerstört. Das Erdbeben vom 23. Dezember 1972 mit einer Stärke von 6,2 kostete zudem 5000 Menschenleben. Anschließend wurde versucht die Stadt rund um das alte Zentrum, die heutige Area monumental, in der sich die Ruine der Kathedrale, der Nationalpalast, das Theater Ruben Dario und der neue Präsidentenpalast befinden, jeweils komplett wieder aufzubauen.

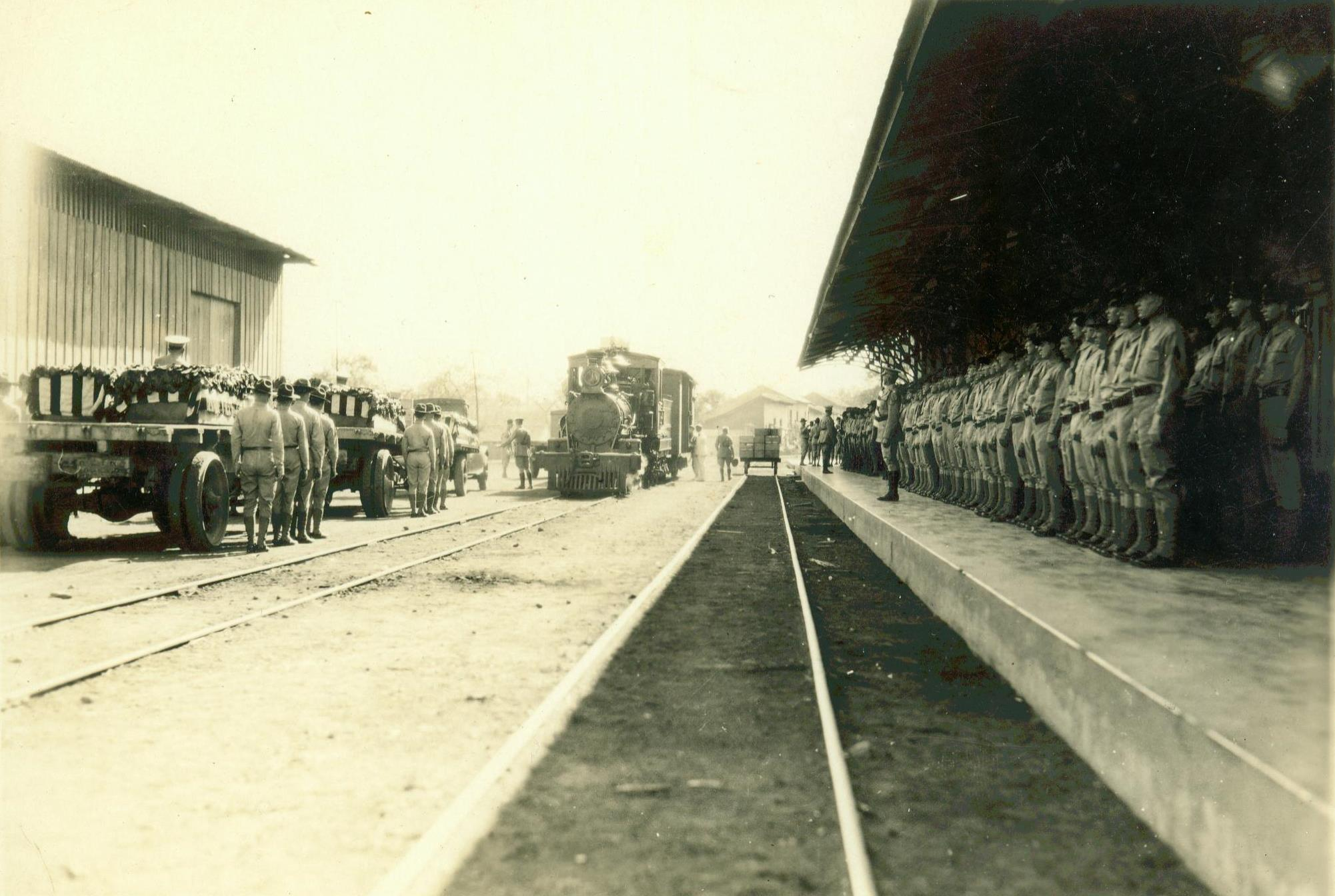
Militäraufgebot im Bahnhof von Managua am 8. Januar 1931

Während eines Banketts in Managua, zu dem Präsident Juan Bautista Sacasa am 21. Februar 1934 Augusto César Sandino und seine Offiziere geladen hatte, wurden diese von der Guardia Nacional de Nicaragua unter der Führung von Anastasio Somoza Garcías ermordet.
Hurrikan Mitch richtete im Jahre 1998 schwere Zerstörungen an.
Ein Meteorit verursachte möglicherweise am 7. September 2014 einen Krater mit 12 m Durchmesser und 5,5 m Tiefe in einem Wald in der Nähe des Flughafens. Das Hochschleudern von Staub wurde von Anrainern beobachtet, es roch nach Verbranntem, von Einschlag und Knall wurden zwei Wellen am Seismometer detektiert. Hunderte verließen aus Angst vor einem Erdbeben ihre Häuser. Da kein Feuerball beobachtet wurde, bezweifelt die NASA die Theorie eines Meteoritenfalls.

## Politik

### Bürgermeister
- 2005–2007: José Dionisio Marenco Gutiérrez
- 2008–2009: Alexis Argüello
- 2009–2018: Daysi Ivette Torres Bosques
- seit 2018: Reyna Rueda

## Kultur und Sehenswürdigkeiten
Plaza de la Revolución
Die Plaza de la Revolución ist die ehemalige Plaza de la República.
Kathedrale Santiago de Managua
Rubén Darío National Theater
Das Rubén Darío National Theater ist das wichtigste Theater in Nicaragua und eines der modernsten in Mittelamerika. Das Nationaltheater ist eines der wenigen Gebäude, das vom Erdbeben von 1972 verschont wurde, bei dem 90 Prozent Managuas zerstört wurde.

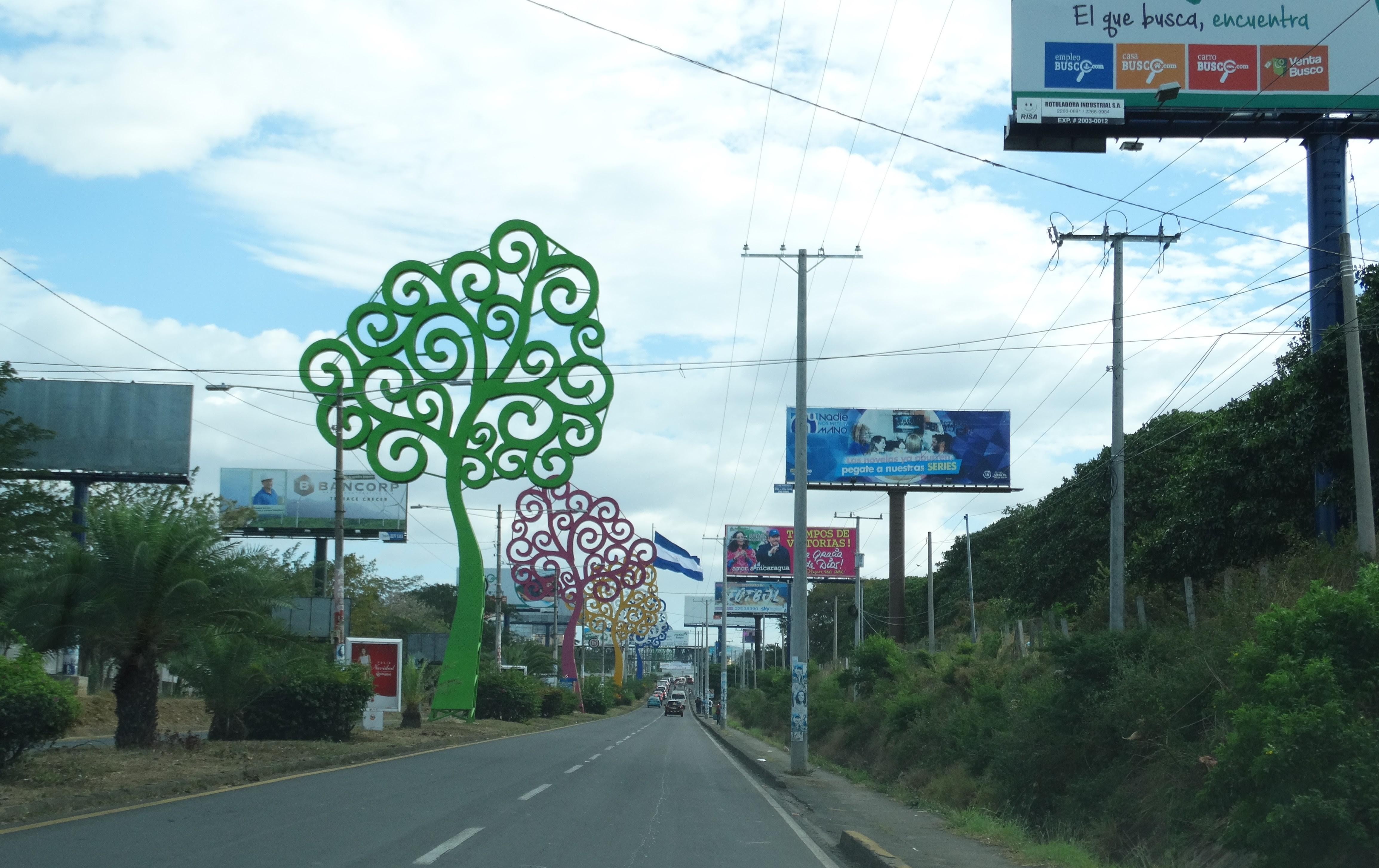
Künstliche Blumen an den Straßen der Stadt

Hotel Crowne Plaza Managua (von 1969 bis 1992 Hotel Intercontinental Managua)
Das Crowne Plaza (auf dem Panoramabild unten hinten links und rechts abgebildet) wurde 1969 als Hotel Intercontinental Managua (bis heute populär El Inter genannt) erbaut und ist bis heute aufgrund seiner an einer Maya-Tempelpyramide angelehnte Architektur eines der Wahrzeichen Managuas.
Dennis Martínez Nationalstadion
Das Dennis Martínez Nationalstadion war bei seiner Erbauung 1948 das größte Stadion Mittelamerikas. Es hat das Erdbeben von 1972 unzerstört überstanden. Die Zahl der Sitzplätze beträgt rund 30.010. Es ist nach Dennis Martínez benannt, der als erster Nicaraguaner in der Major League Baseball spielte.
Banamer-Hochhaus (heute Benjamín Zeledón-Gebäude)

## Wirtschaft und Infrastruktur

### Wirtschaft
Managua ist Standort der Wertpapierbörse von Nicaragua. Sie ist als Bolsa de Valores de Nicaragua bekannt.
In einer Rangliste der Städte nach ihrer Lebensqualität belegte Managua im Jahre 2018 den 173. Platz unter 231 untersuchten Städten weltweit. Zum Vergleich: Guatemalas Hauptstadt Guatemala-Stadt belegte Platz 158, Honduras Hauptstadt Tegucigalpa belegte Platz 189 und El Salvadors Hauptstadt San Salvador belegte Platz 179.

### Verkehr

Busliniennetz von Managua

Managua ist eine der verkehrstechnisch bestangebundenden Städte in Nicaragua. Alle Hauptverbindungswege des Landes führen nach Managua. Es gibt gute öffentliche Verbindungen zwischen den meisten anderen Städten und der Hauptstadt. Vier Autobahnen führen nach Managua: Der Pan-American Highway verbindet Managua im Norden mit den nördlichen und zentralen Departments von Nicaragua. Die südliche Autobahn (Southern Highway), der südliche Teil des Pan-American highways verbindet Managua mit den südlichen Departments wie Carazo and Rivas. Weitere Autobahnen führen in die Departments von Masaya und Granada sowie nach León. Die Infrastruktur ist vergleichsweise gut entwickelt. Im Vergleich zu anderen Zentralamerikanischen Staaten gibt es nur wenige unbefahrbare Straßen.
In Managua gibt es 35 Buslinien. Diese werden von der Regulierungsbehörde für städtischen Transport (IRTRAMMA) geregelt und jeweils von unterschiedlichen Kooperativen und auch Firmen betrieben. Zusätzlich gibt es zwei Buslinien, welche früher zu Vororten geführt haben, welche aber inzwischen zu der wachsenden Hauptstadt aufgeschlossen haben (Esquipulas und Los Vanegas). Und sieben Buslinien verbinden die Stadt mit der nahe gelegenen Ciudad Sandino. Busse sind die günstigste Transportmöglichkeit in Managua und werden dementsprechend viel benutzt. Eine Karte dieser 44 Buslinien wurde Anfang 2016 in einer Crowdsourcing-Initiative von der Nicaraguanischen OpenStreetMap erstellt und veröffentlicht.
Der Flughafen der Stadt trägt den Namen Managua International Airport oder Aeropuerto Internacional Augusto C. Sandino (IATA-Code: MGA; ICAO-Code: MNMG), benannt nach dem Widerstandskämpfer Augusto César Sandino.

### Bildung
In Managua befinden sich die Universidad Centroamericana sowie weitere Hochschulen, das Nationalarchiv, die Nationalbibliothek und das Nationalmuseum. Auch der Zentralamerikanische Gerichtshof ist hier angesiedelt.
Die Bibliothek einer Grundschule in Managua trägt den Namen der deutschen Künstlerin Käthe Kollwitz, aufgrund der Partnerschaft dieser Grundschule mit der in Langenselbold gelegenen Käthe-Kollwitz-Gesamtschule.

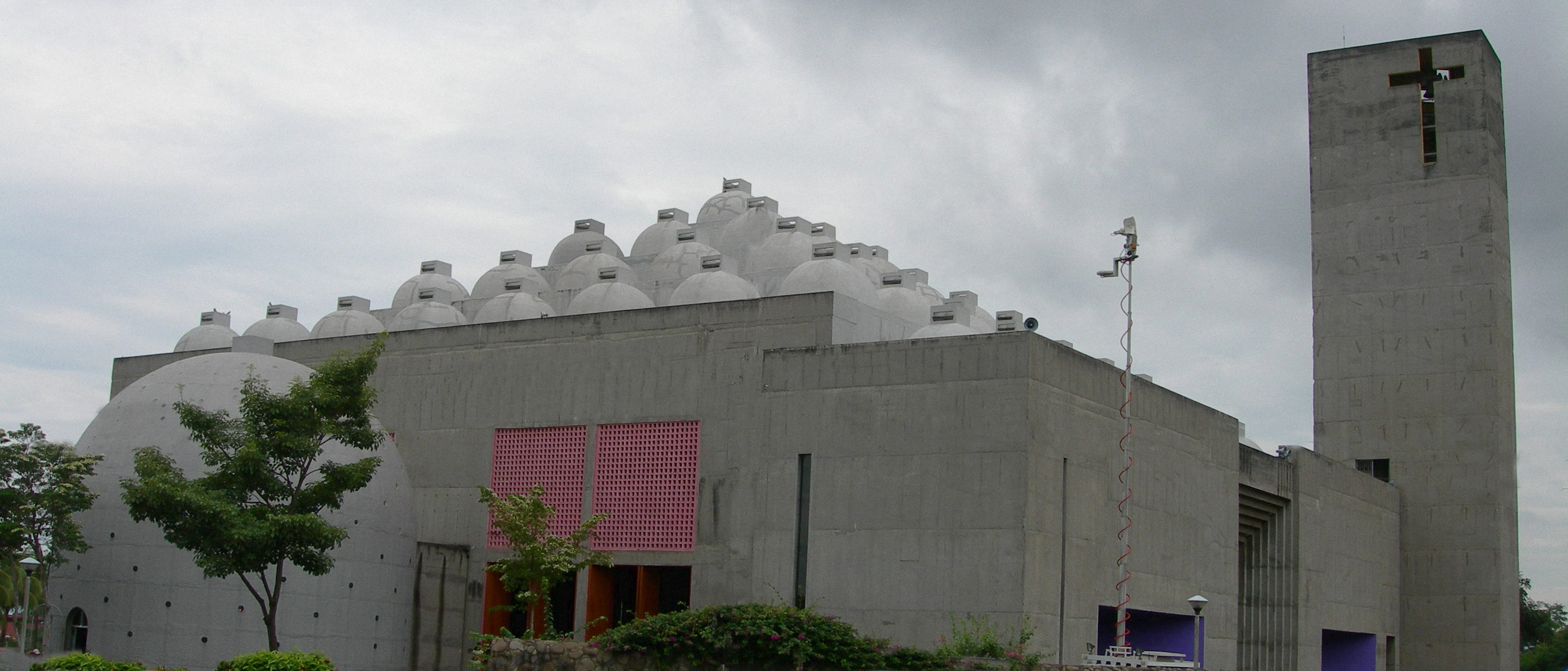
Managua, Neue Kathedrale

### Erzbistum
Die Stadt ist seit 1913 Sitz des Erzbistums Managua. Nachdem die Alte Kathedrale Santiago durch das Erdbeben von 1972 schwer beschädigt war, wurde 1991–1993 eine neue Kathedrale nach den Plänen des mexikanischen Architekten Ricardo Legorreta errichtet. Die Catedral Metropolitana Inmaculada Concepción de María ist die neue Hauptkirche des Erzbistums.

## Städtepartnerschaften
Managua pflegt Städtepartnerschaften mit folgenden Städten:
| - Amsterdam (Niederlande) - Caracas (Venezuela) - Curitiba (Brasilien) - Havanna (Kuba) - Los Angeles (USA) - Miami (USA) - Panama-Stadt (Panama) - Quito (Ecuador) | - Reus (Spanien) - Rio de Janeiro (Brasilien) - San Salvador (El Salvador) - Santiago de Chile (Chile) - Santo Domingo, (Dominikanische Republik) - Taipeh (Republik China (Taiwan)) - Valencia (Spanien) |

## Persönlichkeiten

### Söhne und Töchter der Stadt
- Joaquín Zavala (1835–1906), Staatspräsident Nicaraguas 1879–1883 und 1893
- José Santos Zelaya (1853–1919), Politiker und von 1893 bis 1910 Präsident von Nicaragua
- José Carlos Solórzano Gutiérrez (1860–1936), von 1925 bis 1926 Präsident von Nicaragua
- Juan José Estrada (1872–1947), Präsident Nicaraguas von 1910 bis 1911
- Luis Abraham Delgadillo (1887–1961), Komponist
- René Schick Gutiérrez (1909–1966), Staatspräsident Nicaraguas 1963–1966
- Fernando Bernabé Agüero Rocha (1920–2011), Politiker
- Lillian Molieri Bermúdez (1925–1980), Schauspielerin
- Carlos José Gutiérrez Gutiérrez (1927–1999), costa-ricanischer Politiker
- Carlos Tünnermann Bernheim (1933–2024), Diplomat und Politiker
- Samuel Santos López (* 1938), Politiker
- Bianca Jagger (* 1945), US-amerikanische Menschenrechtsaktivistin
- Arnoldo Alemán (* 1946), von 1997 bis 2002 Staatspräsident Nicaraguas
- Juan Abelardo Mata Guevara (* 1946), Ordenspriester und römisch-katholischer Bischof
- Gioconda Belli (* 1948), Schriftstellerin
- Carlos Enrique Herrera Gutiérrez (* 1948), römisch-katholischer Bischof
- Camilo Ortega (1950–1978), Guerillero und Comandante der Frente Sandinista de Liberación Nacional (FSLN)
- Rosario Murillo (* 1951), Schriftstellerin, Vizepräsidentin von Nicaragua
- Alexis Argüello (1952–2009), Boxer
- Pedro Bismarck Chau (* 1964), römisch-katholischer Geistlicher; ernannter Weihbischof in Newark
- Rolando José Álvarez Lagos (* 1966), römisch-katholischer Bischof
- Luis Alberto Pérez (* 1968), Boxer
- Michele Richardson (* 1969), US-amerikanische Schwimmerin
- Rosendo Álvarez (* 1970), Boxer im Halbfliegen- und Strohgewicht
- Silvia Poll (* 1970), costa-ricanische Schwimmerin
- Claudia Poll (* 1972), costa-ricanische Schwimmerin
- Ricardo Mayorga (* 1973), Boxer
- Roberto Aguirre-Sacasa (* 1975), Drehbuchautor, Fernsehproduzent und Comicautor
- Eduardo Ray Marquez (* 1976), Boxer im Strohgewicht
- Dalila Rugama (* 1984), Leichtathletin
- Gabriel Serra Argüello (* 1984), Regisseur und Kameramann
- Roman Gonzalez (* 1987), Boxer
- Karla Moreno (* 1988), Gewichtheberin
- Lo Rivera (* 1988), deutsche Schauspielerin und Synchronsprecherin
- Felix Alvarado (* 1989), Boxweltmeister im Halbfliegengewicht
- Cristofer Rosales (* 1994), Boxweltmeister im Fliegengewicht
- Sheynnis Palacios (* 2000), Schönheitskönigin

### Persönlichkeiten, die vor Ort gewirkt haben
- Roberto Martínez Lacayo (1899–1984), von 1970 bis 1974 Verteidigungsminister von Nicaragua
- Jörn Bleck-Neuhaus (* 1942), deutscher Kernphysiker und Professor
- Barbara Carrera (* 1945), US-amerikanische Schauspielerin und Model
- Nora Astorga (1948–1988), Juristin, Politikerin und Richterin